# Monte Redondo, Chiapas
Monte Redondo är en ort i Mexiko.   Den ligger i kommunen Frontera Comalapa och delstaten Chiapas, i den sydöstra delen av landet, 900 km sydost om huvudstaden Mexico City. Monte Redondo ligger 773 meter över havet och antalet invånare är 1 183.
Terrängen runt Monte Redondo är kuperad åt nordväst, men åt sydost är den bergig. Runt Monte Redondo är det ganska tätbefolkat, med 100 invånare per kvadratkilometer. Närmaste större samhälle är Frontera Comalapa, 9,9 km väster om Monte Redondo. I omgivningarna runt Monte Redondo växer huvudsakligen savannskog.